# Eudyptes chrysocome
Eudyptes chrysocome е вид птица от семейство Пингвинови (Spheniscidae). Видът е световно застрашен, със статут Уязвим.

## Разпространение
Видът е разпространен в Аржентина, Нова Зеландия, Фолкландски острови, Хърд и Макдоналд, Чили и Южна Африка.